# Boekovina

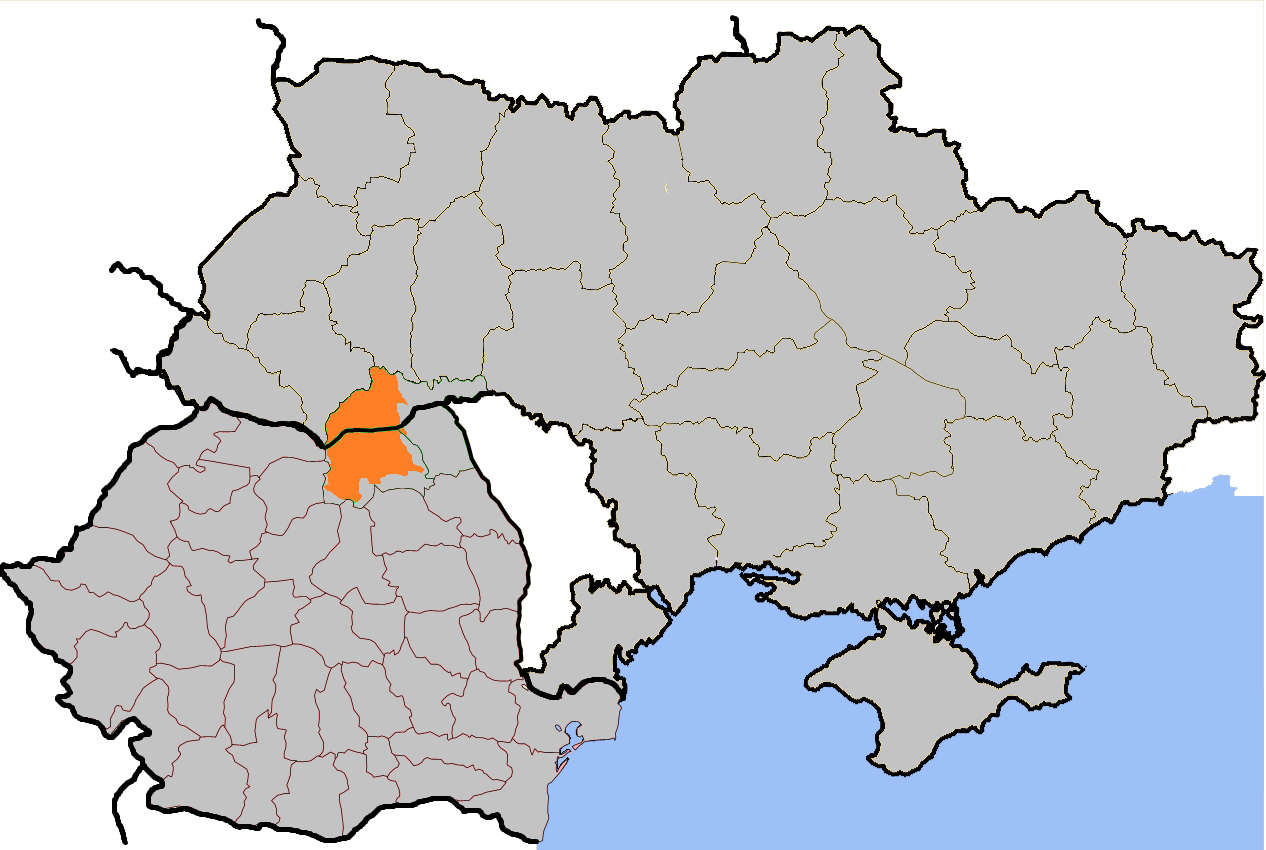
De ligging van het historische Boekovina met de huidige opvolgerstaten Oekraïne, Roemenië en Moldavië

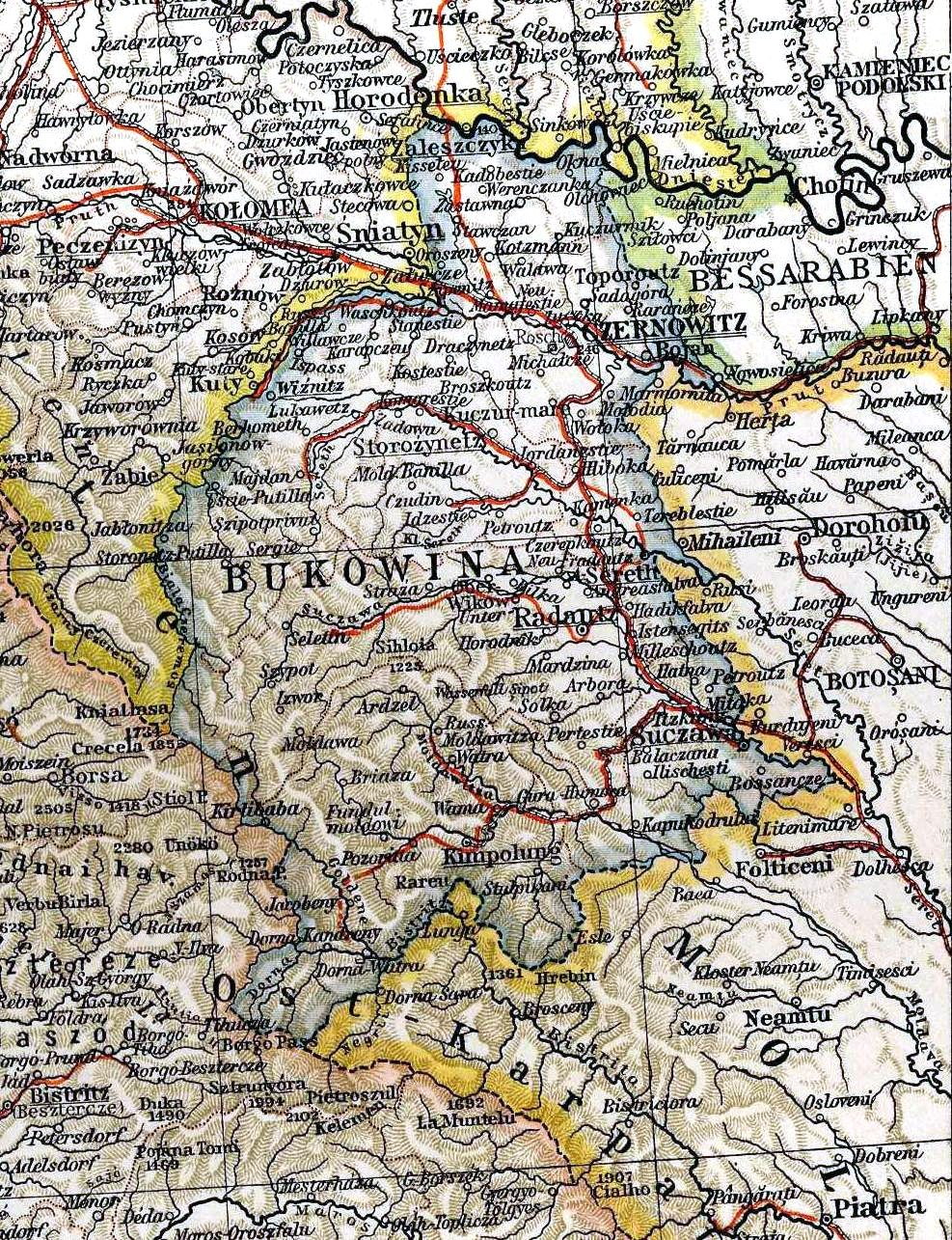
De Boekovina in 1901

Verdeling van Boekovina na eind Tweede Wereldoorlog (Geel=USSR, Groen=Roemenië)

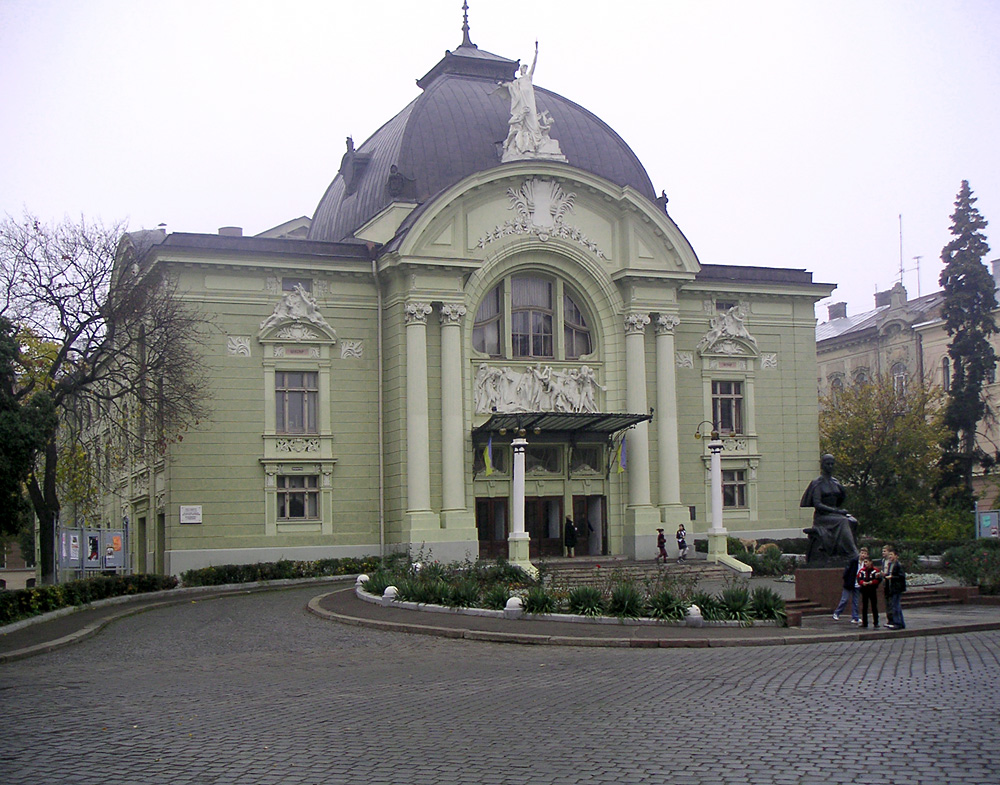
Theater in Tsjernivtsi, de grootste stad van de Boekovina

De Boekovina (Roemeens: Bucovina; Oekraïens: Буковина, Bukovyna; Duits: Buchenland; Pools: Bukowina, de naam betekent "Beukenland") is een historische regio, die nu ongeveer voor de helft in Roemenië ligt en voor de helft in Oekraïne. De oppervlakte is 10.442 km². Het gebied ligt deels in en deels ten oosten van de Karpaten en het wordt van noordwest naar zuidoost doorsneden door de rivieren de Proet en de Siret. Langs de noordgrens stroomt de Dnjestr. De grootste plaatsen zijn Tsjernivtsi in Oekraïne, Suceava in Roemenië.
De beroemdste trekpleisters van de Boekovina zijn, afgezien van het bosrijke berglandschap, vijf aan de buitenkant met fresco's beschilderde kloosters. Deze zijn alle te vinden in de Roemeense Boekovina: in Voroneţ, Moldoviţa, Humor, Arbore en Suceviţa. Deze 15de- en 16de-eeuwse kloosters zijn opgenomen in de Werelderfgoedlijst van de UNESCO (zie Kerken in Moldavië). Daarnaast is de oude hoofdstad Czernowitz, nu Tsjernivtsi, een in laat-19de-eeuwse Habsburg-Oostenrijkse stijl gebouwde stad met nog steeds een Midden-Europese allure.

## Geschiedenis
De Boekovina staat pas sinds het einde van de 18e eeuw onder die naam bekend. Tot dan toe vormde het gebied het noordelijk deel van het vorstendom Moldavië. Dit Moldavië was een vazalstaat van het Ottomaanse Rijk, toen de Boekovina in 1775 door het Habsburgse Oostenrijk werd veroverd. Aanvankelijk stond het onder militair bestuur, maar in 1786 werd het bij Galicië (een andere Oostenrijkse verovering) gevoegd. Er volgde een periode van immigratie van verschillende kanten: Oekraïners, verschillende groepen Duitsers, Joden en kleine aantallen Hongaren, Polen, Armenen, Slowaken, Grieken en Roma voegden zich daarbij. In 1849 kreeg de Boekovina een eigen status als Oostenrijks kroonland. Toen in 1867 de Oostenrijks-Hongaarse Dubbelmonarchie ontstond, bleef de Boekovina bij het Oostenrijkse deel of Cisleithanië; het werd het oostelijkste gewest van het keizerrijk en het enige waar Roemenen woonden (de meeste Roemenen in Oostenrijk-Hongarije kwamen onder het Hongaarse deel aangeduid als Transleithanië). In de provincie Transsylvanië vormden zij de meerderheid.
Terwijl het centrale gezag te maken had met de nationale ambities van zowel de Roemenen als de Oekraïners (die elkaar getalsmatig ongeveer in evenwicht hielden), beleefde de Boekovina een culturele bloeiperiode. In 1875, de 100e verjaardag van de Oostenrijkse overheersing, kreeg de hoofdstad Czernowitz een Duitstalige universiteit. De Duitsers en de joden speelden een grote rol in het culturele en economische leven. Geen gebied in het rijk telde een zo hoog percentage joden onder zijn inwoners. De Duitstalige dichter Paul Celan (pseudoniem voor Antschel) was een van hen. Evenals de in het interbellum ook in Nederland wereldberoemde zanger Joseph Schmidt, vertolker van het lied "Ik hou van Holland".
Aan het eind van de Eerste Wereldoorlog viel Oostenrijk-Hongarije uiteen: het Verdrag van Saint-Germain (1919) wees de Boekovina in zijn geheel toe aan Roemenië.

## Bevolkingssamenstelling
Schattingen uit de late 18de eeuw geven een aandeel van driekwart Roemenen onder de bevolking aan. De vele migraties veranderden dat aanzienlijk, zoals uit onderstaande tabel blijkt:
| jaar | Roemenen | % Roemenen | Oekraïners | % Oekraïners | 'Duitsers' | % 'Duitsers' | totaal  |
| ---- | -------- | ---------- | ---------- | ------------ | ---------- | ------------ | ------- |
| 1848 | 209.293  | 55,4       | 108.907    | 28,8         | 59.381     | 15,8         | 377.581 |
| 1869 | 207.000  | 40,5       | 186.000    | 36,4         | 118.364    | 23,1         | 511.000 |
| 1880 | 190.005  | 33,4       | 239.960    | 42,2         | 138.758    | 24,4         | 568.723 |
| 1890 | 208.301  | 32,4       | 268.367    | 41,8         | 165.827    | 25,8         | 642.495 |
| 1900 | 229.018  | 31,4       | 297.798    | 40,8         | 203.379    | 27,8         | 730.195 |
| 1910 | 273.254  | 34,1       | 305.101    | 38,4         | 216.574    | 27,2         | 794.929 |

N.B. onder 'Duitsers' werd Duitstaligen verstaan, en dat was met inbegrip van degenen die Jiddisch spraken. In 1910 vormden zij de meerderheid (96.000) van de 168.000 inwoners die Duits in brede zin als hun omgangstaal opgaven. Joden woonden vooral in de steden en dan weer met name in Czernowitz, waar zij de relatieve meerderheid vormden en tal van Duits-culturele instellingen in stand hielden, waaronder de universiteit. Zie voor de etnisch Duitse bewoners Boekovinaduitsers. Naast de vier hoofdgroepen bevonden zich ook enkele kleine dorpsgemeenschappen van Hongaren en Polen in de Boekovina. Binnen de Oekraïners   of Roethenen vormden enkele gemeenschappen van bergboeren en -herders een apart etnisch element. De grote meerderheid (Roemenen en Oekraïners c.q. Roethenen) beleed de Oosters-orthodoxe vorm van het christendom, maar dan in eigen nationale instituties. De etnische Duitsers waren in meerderheid rooms-katholiek.
Tussen de beide wereldoorlogen zou de Boekovina Roemeens blijven en werd van overheidswege een roemeniseringpolitiek doorgevoerd, die de niet-Roemeense culturele instellingen, met name het onderwijs van de andere bevolkingsgroepen zou onderdrukken. Aan de vooravond van de Tweede Wereldoorlog bepaalden nazi-Duitsland en de Sovjet-Unie in de geheime protocollen van het Molotov-Ribbentroppact dat Bessarabië door de Sovjet-Unie mocht worden ingelijfd, maar deze viel op 26 juni 1940 na een ultimatum ook de Boekovina binnen. Roemenië werd gedwongen zowel de noordelijke Boekovina als Bessarabië en het Hertsagebied af te staan. Tussen 1941 en 1944 kreeg Roemenië het met Duitse hulp terug en vonden er grootschalige Jodenvervolgingen door Roemeense fascistische milities (de IJzeren Garde) plaats. De joodse inwoners van de Boekovina werden in groten getale naar kampen in Transnistrië, het huidige Moldavië dat inmiddels door Roemenië was geannexeerd, gedeporteerd om daar om te komen.
Na de oorlog, in 1947 (Vrede van Parijs) werd de splitsing van de Boekovina uit 1941 bevestigd. Cernăuți, zoals Czernowitz in de Roemeense tijd heette, werd bij de Oekraïense SSR gevoegd, de twee volgende steden, Suceava en Rădăuți, bleven Roemeens. Roemenen die met de overheid verbonden waren geweest werden uitgewezen. Duitsers waren inmiddels al geëvacueerd. Van de etnische lappendeken die de Boekovina anderhalve eeuw was geweest, was weinig meer over. De zuidelijke Boekovina is sindsdien meer Roemeens geworden en de noordelijke meer Oekraïens. Zo verdween het multiculturele karakter waar dit gebied om bekend stond.
Sinds het uiteenvallen van de Sovjet-Unie maakt de noordelijke Boekovina deel uit van de republiek Oekraïne.
Dobroedzja (Noordelijke Dobroedzja)